# Scutellaria adenotricha
Scutellaria adenotricha là một loài thực vật có hoa trong họ Hoa môi. Loài này được X.H.Guo & S.B.Zhou mô tả khoa học đầu tiên năm 2001.